# Pokabius simplex
Pokabius simplex är en mångfotingart som beskrevs av Chamberlin R. 1941. Pokabius simplex ingår i släktet Pokabius och familjen stenkrypare. Inga underarter finns listade i Catalogue of Life.